# Deronectes schuberti
Deronectes schuberti là một loài bọ cánh cứng trong họ Bọ nước. Loài này được Wewalka miêu tả khoa học năm 1970.